# Pseudodiala
Genre
Pseudodiala est un genre de mollusques gastéropodes de la famille des Barleeiidae. L'espèce-type est Pseudodiala acuta.

## Liste d'espèces
Selon World Register of Marine Species (30 octobre 2017) :
- Pseudodiala acuta (Carpenter, 1864)
- Pseudodiala aequinoctialis Gofas, 1995
- Pseudodiala corollaria Gofas, 1995
- Pseudodiala niso Gofas, 1995
- Pseudodiala puncturina Dos Santos & Absalão, 2006